# Ski Patrol
Ski Patrol war eine britische Post-Punk-Band aus dem Killing-Joke-Umfeld, die von 1979 bis 1981 existierte.

## Bandgeschichte (1979–1982)
Die Band wurde im Oktober 1979 von Sänger Ian Lowery und Gitarrist Nick Clift in London gegründet. Lowery war zuvor Sänger in der Punkband The Wall, wurde aber aus seiner eigenen Band geworfen als er versuchte eigenmächtig den Gitarristen von The Wall durch Nick Clift zu ersetzen.
Die beiden gründeten zusammen die neue Band Ski Patrol (benannt nach einem John-Cale-Song) und nahmen nur wenige Wochen später für ein Budget von nur 37 £ Pfund Sterling ihre erste Single Everything Is Temporary auf, die im Februar 1980 auf dem bandeigenen Label Clever Metal Records erschien.
Lowery und Clift hatten damit innerhalb weniger Wochen den musikalischen Übergang vom Punkrock zum avantgardistischeren Post-Punk vollzogen, die Instrumente waren jetzt sparsamer eingesetzt und kalt und klar voneinander abgegrenzt, die Texte waren nachdenklicher und subtiler geworden.
Ski Patrol erregten die Aufmerksamkeit der Band Killing Joke, die sie für ihr Malicious Damage-Label unter Vertrag nahm. Im August 1980 wurde Ski Patrols bekanntester Song Agent Orange als Single veröffentlicht, auf dem Jaz Coleman einen Gastauftritt am Synthesizer hatte: Das Lied besteht aus einem sich immer wiederholenden aufsteigenden Basslauf über gleichbleibendem mechanischem Schlagzeugrhythmus, dabei steigern sich Lowerys Gesang und Clifts Gitarre von anfangs verhaltener Ruhe immer mehr in Erregung, bis das Lied mitten in einem letzten Schrei plötzlich abbricht. Agent Orange war auch bei Konzerten Ski Patrols wirkungsvollster und beliebtester Song, wurde auf mehreren Compilations verwendet und 1992 schließlich auf CD wiederveröffentlicht.
Auch der Radio-DJ John Peel wurde auf die Band aufmerksam, und Ski Patrol nahmen für seine Radiosendung am 19. Januar 1981 drei neue Songs (Cut, Extinguish und Where The Buffalo Roam) auf. Cut wurde kurz darauf auch als nächste Single neu aufgenommen und veröffentlicht.
Im Juli 1981 gingen Ski Patrol erneut ins Studio, drei Songs wurden als Nachfolgesingle für Malicious Damage aufgenommen (Concrete Eternal und zwei unbekannte andere), die aber nie veröffentlicht wurde. Eine Woche später verließen Nick Clift und der Bassist Francis Cook die Band und Ian Lowery löste Ski Patrol auf.
Ende 1982 taten sich Lowery und Clift noch einmal zusammen und brachten unter dem Namen Ski Patrol eine danceorientierte Single (Bright Shiny Things) heraus, die jedoch außer dem Namen nichts mit der alten Band zu tun hatte.

## Nachfolgeprojekte Ian Lowerys (1981–1994)
Lowery gründete noch im August 1981 eine neue experimentelle Band F For Fake, die es aber nur zu einem Livekonzert brachte. Eine Nachfolgeband namens Phantom White Limb kam nicht über das Proberaumstadium hinaus. Anfang 1984 gründete Lowery die Folk Devils, die sich musikalisch eher an Bands wie The Birthday Party und Gun Club orientierten und bis 1987 bestanden. Danach konzentrierte sich Lowery auf Soloprojekte wie King Blank (1988), The Ian Lowery Group (1989–1990) und Drug of Choice (1993–1994) und zog sich danach aus der Musikbranche zurück.
Ian Lowery starb im Jahre 2001.

## Diskografie
Singles
- Everything Is Temporary / Silent Scream (Clever Metal Records, Februar 1980)
- Agent Orange / Driving (Malicious Damage, August 1980)
- Cut / Faith in Transition (Malicious Damage, Frühjahr 1981)
- Bright Shiny Things / Electric Bell Girls (Clever Metal Records, Ende 1982)

CD Single
- Agent Orange; Driving; Cut; Agent Orange (1992 re-recording) (Three Lines Records, 1992)